# Midway Arcade Treasures Deluxe Edition
Midway Arcade Treasures Deluxe Edition es una compilación de arcade lanzada exclusivamente para la PC el 17 de febrero de 2006 en Norteamérica y el 17 de marzo de 2006 en las regiones PAL. Es una compilación de Midway Arcade Treasures 2 y Midway Arcade Treasures 3, que se habían lanzado previamente solo en consolas. A diferencia de los dos volúmenes anteriores, incluye el Mortal Kombat original. En los dos meses posteriores a su lanzamiento, se lanzaron dos parches oficiales para la colección, uno para corregir la música que faltaba en la mitad de los juegos que se dejó accidentalmente fuera de la versión enviada, y un segundo para corregir un descuido de la función del botón que impedía Random Select y Smoke huevos de Pascua de batalla en Mortal Kombat II (estos eran errores que plagaron las versiones de consola de Midway Arcade Treasures 2). Algunas obras de arte adicionales para Wizard of Wor y Primal Rage se pusieron a disposición como suplementos en el sitio web de Midway. Al igual que la versión anterior, el contenido de Primal Rage de la Deluxe Edition sufría problemas de emulación.

## Videojuegos
- APB
- Arch Rivals
- Badlands
- Championship Sprint
- Cyberball 2072
- Gauntlet II
- Hard Drivin'
- Kozmik Krooz'r
- Hydro Thunder
- Mortal Kombat
- Mortal Kombat II
- Mortal Kombat 3
- NARC
- Offroad Thunder
- Pit-Fighter
- Primal Rage
- Race Drivin'
- Rampage World Tour
- San Francisco Rush 2049
- San Francisco Rush the Rock: Alcatraz Edition
- Spy Hunter II
- S.T.U.N. Runner
- Super Off Road (con Track-Pak)
- Timber
- Total Carnage
- Wacko
- Wizard of Wor
- Xenophobe
- Xybots

## Recepción
Midway Arcade Treasures Deluxe Edition recibió críticas mixtas a ligeramente positivas con una puntuación media del 70,71% en GameRankings. Las principales críticas incluyen el procedimiento de instalación por no ser fácil de usar (principalmente debido a la inclusión de la instalación adicional obligatoria de un paquete de software DRM de terceros con el fin de proteger contra copia), información engañosa sobre el conjunto siendo un conjunto "Deluxe", cuando en la actualidad, el conjunto Deluxe Edition es realmente un paquete reempaquetado que consta de los volúmenes 2 y 3 de Midway Arcade Treasures en un solo juego, falta audio en la mayoría de los juegos, ya que la configuración del control es una "molestia", gráficos "borrosos" y problemas de emulación con Primal Rage.